# Patrick Dupriez
Patrick Dupriez (Yaoundé, 17 febbraio 1968) è un politico belga, membro del partito ecologico Ecolo.

## Biografia
Patrick Dupriez è cresciuto nei suoi primi anni di vita, prima nella capitale del Camerun Yaoundé e poi in Costa d'Avorio, dove suo padre era un addetto allo sviluppo, per poi proseguire gli studi scolastici nel Brabante Vallone. Ha studiato ingegneria agraria presso l'Université catholique de Louvain e ha completato la sua tesi in Cile.
Da studente, si è unito a Greenpeace e Amnesty International e si è unito al partito Ecolo alla fine degli anni '80, per il quale ha lavorato anche a livello internazionale. Nel 1988, ha incontrato il futuro presidente ecuadoriano Rafael Correa e nel 1992 ha rappresentato i Verdi belgi alla Conferenza delle Nazioni Unite sull'ambiente e lo sviluppo a Rio de Janeiro.
Nel 2002 è stato eletto a Ciney nel consiglio locale ed è stato qui dal 2006 al 2009 Schöffe (échevin). Dal 2009 al 2014, è stato membro Ecolo del Parlamento vallone, succedendo al suo amico di partito Emily Hoyos dal 2012 al 2014 come Presidente del Parlamento. Nelle elezioni del 2014, non è più stato eletto in parlamento. Nel marzo 2015 è stato eletto al partito Ecolo di Charleroi insieme a Zakia Khattabi con il 60% dei voti nel doppio top di Ecolo.